# William Dillard
William Thomas Dillard (* 2. September 1914 in Mineral Springs, Arkansas; † 8. Februar 2002 in Little Rock, Arkansas) war ein US-amerikanischer Unternehmer.

## Leben
Dillard studierte an der University of Arkansas und an der Columbia University. Er gründete 1938 das US-amerikanische Einzelhandelsunternehmen Dillard’s in Nashville, Arkansas. Über die Jahre wurden weitere Kaufhaus-Filialen von ihm etabliert. Dillard war mit Alexa Latimer verheiratet und hatte fünf Kinder.